# ذو الفقار ميرزا
ذو الفقار ميرزا سياسي باكستاني ينتمي إلى التحالف الديمقراطي الكبير. وهو من منطقة بادين في إقليم السند في باكستان. حصل على تعليمه الثانوي في كلية كاديت بيتارو في أواخر الستينيات، وتخرج من جامعة لياقات للعلوم الطبية والصحية في جامشورو. وهو متزوج من فهميدا ميرزا التي تم انتخابها كأول رئيسة للمجلس الوطني الباكستاني في 19 مارس 2008. وهي أول رئيسة برلماني في العالم الإسلامي. وكان ذو الفقار ميرزا وزير داخلية السند حتى يونيو 2011.
كما شغل حقيبة وزير الأشغال والخدمات والغابات في حكومة السند، وظل عضوًا في مجلس مقاطعة السند، وعضوًا في اللجنة التنفيذية المركزية لحزب الشعب الباكستاني، ونائب رئيس حزب الشعب الباكستاني في إقليم السند حتى 28 أغسطس 2011. وهو أيضا والد عضو المجلس الوطني الباكستاني حسنين ميرزا.